# 中原路 (上海)
中原路是中華人民共和國上海市楊浦區的一條南北走向道路，南至翔殷路與營口路相連，北抵國偉路，長度為2350米，中華民国21年（1932年），時值國民政府制定大上海計劃，中原路在當時就已被規劃設計，但中原路正式開工要拖延至中華人民共和國建國後的1953年。

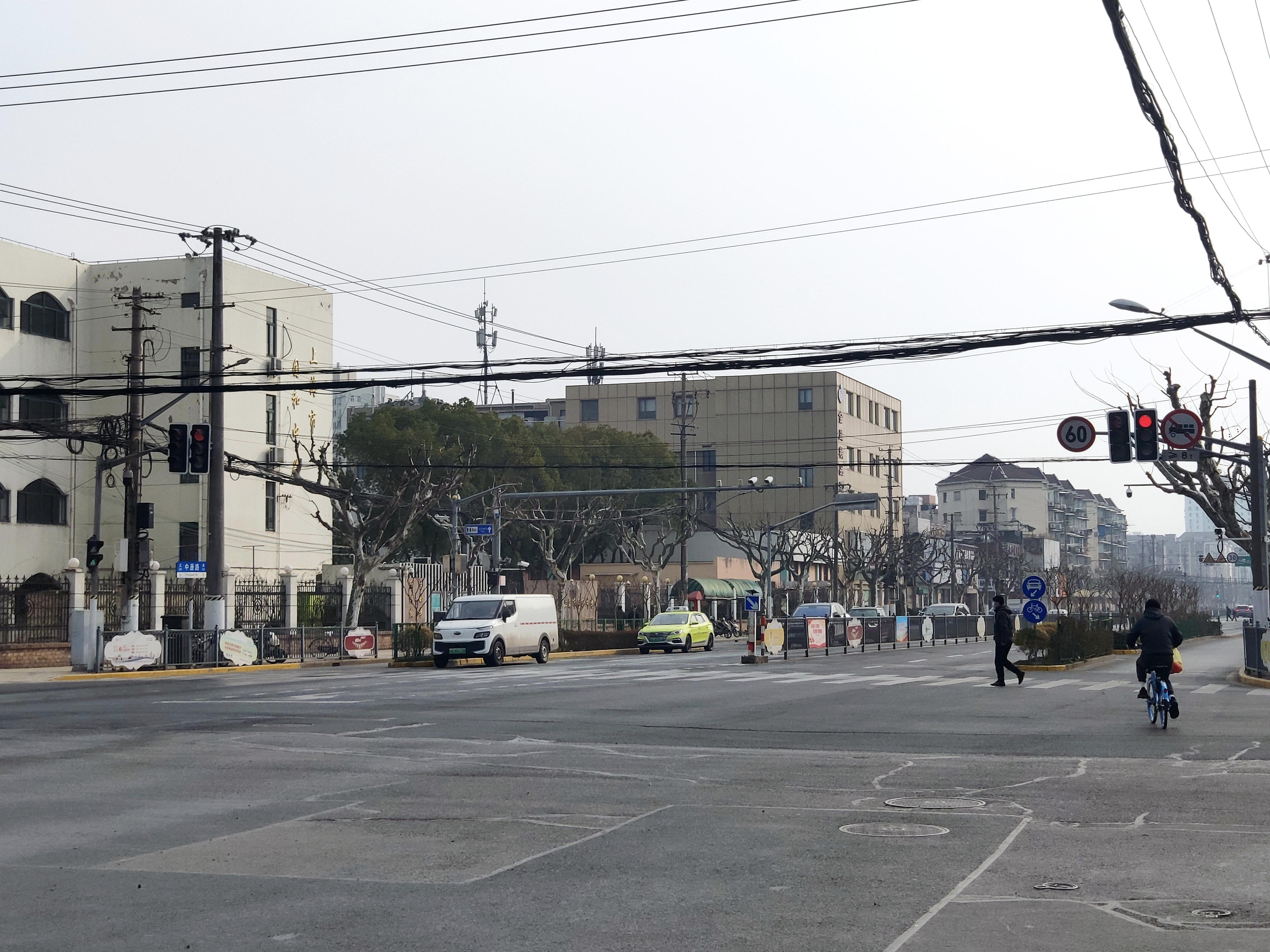
中原路，市光路口